# Медична акустика
Медична акустика — розділ акустики, в якому досягнення цієї науки про звуки використовують для створення приладів та технологій для діагностичних та терапевтичних цілей. При цьому, для оцінки стану окремих органів використовують, як звуки, які природно генеруються в організмі, так і звуки, що генерують спеціальні пристрої і потрапляють вони до організму зовні. Медична акустика є складовою фундаментальної підготовки лікарів у рамках курсу Медична та біологічна фізика.
Медична акустика тісно пов'язаною з фізикою, вона методично має встановлювати певні загальні закономірності відносно впливу акустичних факторів на організм людини. Однак, така задача суттєво ускладнюється наявністю генетично визначених відмінностей людських організмів. Різні індивіди можуть виявляти велику різницю в реакції на однакові з фізичної точки зору подразники. Реакція на дію акустичних факторів може також суттєво залежати від психічного стану людини та, навіть, від рівня поінформованості відносно можливого впливу певних акустичних подразників. При оцінюванні наслідків дії на людський організм звуків і вібрацій слід мати на увазі, що практично всі акустичні фактори впливу мають накопичувальний ефект, коли результати дії суттєво залежать від тривалості впливу та інтенсивності діючих факторів. Для кожної людини існує індивідуальний інтегральний поріг акустично—вібраційної дії, перевищення якого не дає організмові можливості повністю відновитися після певного часу перебування поза зоною впливу негативних факторів.

## Вступ
У технологіях медичної акустики використовують звуки, що покривають частотний діапазон інфразвуку, чутного звуку та ультразвуку. Звук є популярним та потужним засобом у медичній практиці завдяки відносній дешевизні, неруйнівній (неінвазивній) взаємодії з живими тканинами в широких межах зміни інтенсивності, широкому діапазону практичних застосувань, починаючи від пасивного прослуховування до використання високоенергетичних імпульсів для руйнування каменів у нирках (літотрипсія). З допомогою висококонцентрованого ультразвуку можна забезпечити значне підвищення температури тканин у локальних областях, що відкриває потенційні можливості для використання ультразвуку для усу́нення злоякісних утворень. Наочне зображення частотних діапазонів для звуків та вібрацій, які використовують у медичній практиці, показано на рисунку.
Тут вказана обмежена смуга частот для ультразвуку. Але на сьогодні, практично весь частотний діапазон, до декількох МГц, використовують в медичній акустиці.
У загальному частотному діапазоні звуків, що використовують в технологіях медичної акустики, доцільно виділити чотири області:
1. Інфразвук, звукові хвилі з частотами нижче порогу чутності людського вуха. За звичай це частоти менші 20 Гц.
2. Чутний звук з частотами в діапазоні від 20 Гц до 20000 Гц.
3. Низькочастотний ультразвук з частотами до 100 КГц.
4. Ультразвук радіочастотного діапазону з частотами до 100 МГц.

Звуки відповідних діапазонів, що використовують для вирішення різних задач медичної практики, часто суттєво відрізняються за рівнем інтенсивності.
Пристрої для введення акустичної енергії в тіло при активному скануванні використовують принципи роботи радарів або гідролокаторів (сонарів). Часто при їх описі увагу концентрують на частоті випромінювання. Однак, для розуміння фізики процесів локації важливіше використовувати таку характеристику, як довжина хвилі. При цьому важливими є такі моменти:
- ультразвук не може виявляти структури, менші за розмірами від довжини хвилі;
- розсіювання та затухання ультразвуку залежить від довжини хвилі та її співвідношення з характерними розмірами розсіювачів;
- характеристики озвученої зони визначаються співвідношенням довжини хвилі та розмірів випромінювача.

## Діагностичне використання звуку
Діагностичні процедури в медичній акустиці базуються на реєстрації звуків, що виникають в процесі життєдіяльності організму. Такими звуками є звуки дихання, звуки серця та звуки, що генерує кровотік. Використання для діагностики стану легень та серця звуків дихання та серцевих звуків запропонував французький лікар Рене Лаенеком на початку XIX століття. Він вперше використав для прослуховування серця хворої скручений у трубку листок паперу і потім створив широко відомий прилад для аускультації — стетоскоп. Ним же запропоновано і термін «аускультація» для цієї процедури. У процесі еволюції дихальна система людини була оптимізована з точки зору мінімізації енергозатрат під час дихання. Тому інтенсивність дихальних звуків дуже мала. Крім того, частотні складові звуків дихання та звуків серця в значній мірі перекриваються, що вимагає великого досвіду лікаря для прийняття діагностичних рішень. Сама процедура аускультації зараз використовується і при вимірюванні кров'яного тиску у людини.
Крім звуків, що генеруються природно в організмі для діагностичних цілей, використовують звуки, які штучно генерує лікар при легкому ударянні по тілу пацієнта (певний аналог відомої в акустиці активної локації). Ця діагностична процедура відома під назвою перкусія. Для діагностики дихального тракту використовують також аускультативну процедуру аналізу звуків, що реєструють на поверхні грудної клітки під час вимовляння певних звуків пацієнтом.
Ведуться дослідження, спрямовані на використання інтуїтивно генерованих звуків (крику немовляти) для діагностики певних захворювань. Деякі автори вважають можливим передбачити надалі прояви аутизму за аналізом першого крику немовля. Надійніші результати одержують при спостереженні за криками новонароджених протягом перших місяців життя. Загальну ідеологію досліджень у цій ца́рині визначають висловом «Крик дитини може бути вікном в її мозок». При аналізі використовують не тільки чутні складові крику, а й частотні складові поза межами слухового сприйняття людини.

Методика визначення стану серця, що базується на аналізі звуків, що генеруються ним, систематизована в рамках такого розділу практичної діагностики, як фонокардіографія. Серед лікарів існує думка про те, що ця методика діагностування втратила актуальність в зв'язку з розвитком техніки ехокардіографії. Однак можливість спостерігати за рухом поверхні серця, взагалі, не дає можливості однозначно фіксувати причини змін в характеристиках звуків серця. Тому методи ехокардіографії продовжують розвивати і на сьогодні з використанням новітніх засобів реєстрації та обробки звуків. Діагностична значимість фонокардіограми визначається тим, що вона містить дані про ту частину спектру в звуках серця, яка не сприймається вухом лікаря. На малюнку показані типові записи нормальних та аномальних звуків серця. 

Фонокардіограми нормальних та аномальних звуків серця.

Останнім часом встановлено значну діагностичну цінність такого показника як зміна залежно від часу серцевого ритму (турбулентність серцевого ритму). Систематизація великої кількості спостережень дозволила напрацювати стандарт процедури реєстрації турбулентності серцевого ритму. Накопичений клінічний досвід став основою для висновку про те, що характеристики варіації серцевого ритму дають одну із найнадійніших оцінок ризиків для пацієнтів після інфаркту міокарда.
Використання методів діагностики на основі аналізу згенерованих в організмі звуків в значній мірі стримувалося тією обставиною, що основним інструментом реєстрації звуків було людське вухо, а основним пристроєм для обробки сигналів був мозок. З розвитком техніки ситуація суттєво змінилася в зв'язку з появою нових можливостей з використанню електронних засобів реєстрації звукових сигналів та комп'ютерних методів їх обробки. Це значною мірою розширило можливості діагностичних процедур в медичній акустиці. Аналізу нових можливостей у використанні сучасних приладів в діагностиці захворювань легень присвячені щорічні зібрання вчених та медиків, які організуються Міжнародною асоціацією звуків дихання (International Lung Sound Association).
Серед новітніх засобів реєстрації та обробки акустичних сигналів варто вказати на електронний стетофонендоскоп та на спеціальний багатоканальний комп'ютерний комплекс. Використання електронних засобів надає принципово нові можливості процесу аускультації. Перш за все, це можливість реєстрації звуків без деформацій, що вносяться механічною системою стетофонендоскопа та особливостями сприйняття звуків людським вухом. Тривале зберігання інформації на електронних носіях дає можливість врахувати індивідуальні особливості пацієнта та зміни в характеристиках звуків з часом. Новітні засоби реєстрації та обробки інформації дозволяють здійснити процедуру візуалізації звуків, що дає можливість підвищити надійність діагностики стану респіраторної системи.

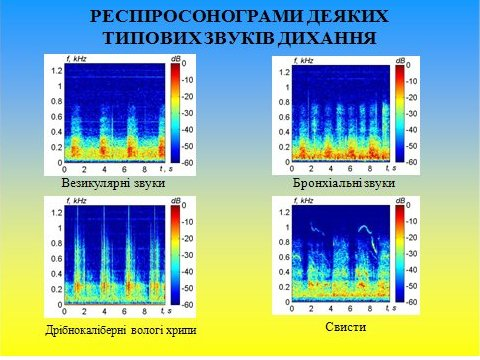
Спектрограма типових звуків дихання.

Для побудови таких зображень використовують алгоритми побудови спектрограм (сонограм). Зареєстровані дані про звуки під час декількох циклам дихання (в даному випадку чотири цикли) після спектрального аналізу представлено у вигляді кольорових зображень. По горизонталі відкладено час, по вертикалі значення частоти. З допомогою кольору можливо відобразити інтенсивність звуку відповідної частоти. Візуальне порівняння таких зображень для конкретного пацієнта з типовими «стандартними» зображеннями для різних додаткових звуків дихання дозволяє підвищити надійність діагностичної процедури.

### Діагностика коронавірусної хвороби 2019
Захворювання, яке спричинює SARS-CoV-2, уражає, перш за все, респіраторну систему людини. При цьому суттєво змінюються фізичні характеристики тканин дихальних шляхів і легеневої тканини. Це дає потенційну можливість використовувати звуки дихання та кашлю для ранньої діагностики захворювання. Важливо, що така діагностика може здійснюватися в домашніх умовах з використанням смартфону та спеціального сенсору для реєстрації звуків дихання чи кашлю. Уже виконано декілька конкретних досліджень, що підтверджують практичну цінність такого підходу. Наприклад, в роботі вказується на можливість діагностування по записах кашлю на смартфон.
Більше значення для діагностики коронавірусної хвороби 2019 має використання ультразвуку для раннього виявлення ураження легеневої паренхіми та ступеню такого ураження.

### Діагностика за допомогою ультразвуку
Значні можливості діагностики в різних галузях медицини пов'язані з використанням ультразвуку низької інтенсивності. Для проведення ультразвукового дослідження створено велику кількість апаратів та пристроїв, які постійно вдосконалюють. 

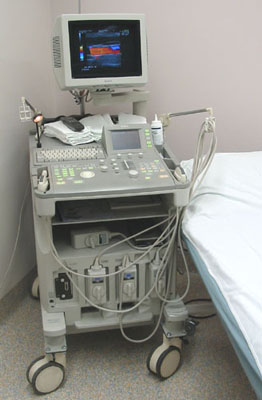
Прилад для випромінювання, реєстрації та обробки ультразвукових сигналів.

Ультразвукові хвилі в ультразвукових апаратах генеруються спеціальними випромінювачами, створеними зі спеціальних матеріалів — п'єзокераміків. Для керування напрямленістю випромінювання використовуються різні методи. У сучасних ультразвукових пристроях використовується техніка фазованих антенних решіток та цифрових антенних решіток. При цьому використовуються датчики з кількістю перетворювачів у кілька сотень і навіть тисяч, подальша цифрова обробка сигналів яких забезпечує динамічне фокусування по глибині. Для забезпечення ефективної передачі звукової енергії від випромінювача в людське тіло використовують спеціальні гелі, акустичні властивості яких близькі до властивостей води.
З використанням ультразвуку формуються зображення серця, печінки, нирок, жовчного міхура, грудей, ока та великих кровоносних судин. Зараз дуже часто ультразвук використовується для побудови зображень плоду в материнській утробі з метою встановлення розмірів, положення, статі плоду та виявлення певних аномалій. Ультразвукові зображення використовуються також при діагностиці пухлин та керування такими процедурами, як пункційна біопсія, введення дренажів та при внутрішньоутробній коректувальній хірургії.
Основу інформації для комп'ютерної обробки та наступної візуалізації в установках ультразвукової діагностики складають ультразвукові хвилі, відбиті на кордонах  тканин тіла з різними акустичними властивостями. При аналізі розповсюдження ультразвукових хвиль в неоднорідному середовищі основну інформацію про ступінь його акустичної неоднорідності дає різниця величин акустичних імпедансів окремих частин середовища. Величина акустичного імпедансу {\displaystyle Z} обчислюється за формулою {\displaystyle Z=\rho c}, де {\displaystyle \rho } — густина середовища, а {\displaystyle c} — швидкість звуку в ньому. Швидкості звуку в тканинах людського тіла, за винятком кісток, не дуже відрізняються між собою і досить близькі до швидкості звуку в воді. І все ж різниця в імпедансах різних тканин досить значна для досягнення достатнього акустичного контрасту. У певних випадках можливо використання спеціальних препаратів для підсилення акустичного контрасту. Серед них чільне місце займають препарати, що створюють систему мікробульбашок, розміри яких дозволяють їм проникати в самі тонкі капіляри, та час до розчинення достатній для проведення тестування. Техніка використання таких препаратів досить складна і ефективність тестування суттєво залежить від кваліфікації персоналу. Для проведення тестування використовуються ультразвукові сигнали мегагерцового діапазону з інтенсивністю звуку {\displaystyle 100mW/sm^{2}} (міліват на квадратний сантиметр).

Можливість формувати на основі даних про розсіяне ультразвукове випромінювання наочних зображень області, в якій відбувається розсіяння, була зрозуміла досить давно. Відповідно термін звукобачення було введено в середині 30-их років XX століття. Для одержання таких зображень використовуються різні режими роботи ультразвукових діагностичних апаратів та різні конструкції технічних пристроїв. При характеристиці ультразвукових діагностичних процедур такі визначення, як двовимірна (2D), тривимірна (3D) або чотиривимірна (4D) діагностика. Це умовні позначення, що вказують на об'ємність зображення. 2D — діагностика найбільш поширений і історично перший варіант використання ультразвуку. У цьому випадку одержуємо чорно-білі плоскі зображення, трактування змісту яких можливо лише для фахівця. 3D-діагностика дає можливість створити статичне тривимірне зображення. У випадку 4D діагностики створюється тривимірне зображення в реальному масштабі часу. 
Статичні зображення використовуються при діагностиці стану м'язів, сухожилків, суглобів та багатьох внутрішніх органів. Для візуалізації руху крові в судинах, серця людського зародка розшифровка картин розсіяного ультразвуку ґрунтується на використанні ефекту Доплера. Сучасні методи обробки сигналів дозволяють формувати як двовимірні, так і тривимірні зображення. Процедури ультразвукової діагностики різних органів людини досить чітко визначені. Вони передбачають рекомендації відносно рівнів інтенсивності ультразвуку, документування результатів, правил підготовки пацієнтів для проходження тестування.
У Вікісховищі розміщено велику кількість ультразвукових зображень, як статичних, так і динамічних. Наведений відеозапис дозволяє сформувати розуміння можливостей сучасної ультразвукової діагностики. Відповідно до побажань автора вказано його ім'я.

Використання методів візуалізації ультразвуку дає можливість розвинути нові методи діагностики в медицині. Один із таких нових методів базується на використанні фотоакустичного ефекту. Цим терміном визначається ефект випромінювання ультразвуку живими тканинами при нагріванні їх лазерним променем. Основна енергія ультразвукового випромінювання зосереджена в області високих частот, що дає можливість значно підвищити роздільну здатність побудованих ультразвукових зображень. 
 Тут наведено приклад такого зображення, одержаного при дослідженні стравоходу кролика.

### Внутрішньоутробна ультразвукова діагностика вроджених аномалій
Вдосконалення технічних засобів генерації ультразвуку та методів аналізу розсіяних звукових полів, використання методів побудови тривимірних зображень дозволили значно розширити можливості діагностики захворювань з використанням даних ультразвукових досліджень. Один із нових напрямків в сучасній ультразвуковій діагностиці пов'язано з діагностикою вроджених аномалій плоду. Опис накопиченого клінічного досвіду в цьому напрямку ультразвукової діагностики узагальнено в монографії. Достатньо важливу інформацію про можливості ультразвукової діагностики аномалій дає частковий перелік розглянутих в ній об'єктів діагностики:
- аномалії центральної і периферійної нервових систем,
- черепні і шийні аномалії,
- вроджені хвороби серця,
- торакальні аномалії,
- аномалії шлунково-кишкового тракту,
- аномалії сечового тракту.

### Діагностика дефектів слуху в немовлят
За даними досліджень близько 80 % випадків порушення слуху у дітей виникає на 1-2 році життя. Несвоєчасне виявлення порушень затримує початок лікування і з часом можлива втрата слуху. Діагностичні процедури виявлення проблем зі слухом у немовлят базуються на тому факті, що новонароджена дитина чує. Причому, звукова реакція спостерігається навіть у недоношених дітей. У відповідь на звукове подразнення може виникати реакція переляку, гримаса плачу, зміна дихання, поворот голови в бік джерела звуку.
При дослідженні слуху у дитини використовують:
- Кохлеопарпебральний ефект — у відповідь на звукове подразнення зіниці малюка спочатку звужуються, а потім розширюються.
- Кохлеопупілярний рефлекс — у відповідь на різкий звук на відстані близько 30 см від вуха малюк закриває очі.

Див. також Глухота.

### Діагностика стану м'язів
У процесі деформації м'язів генеруються звуки, які несуть інформацію про стан м'язу. Встановлення зв'язків між характеристиками звукових сигналів та станом м'язової тканини стало основою створення таких методик діагностики як фономіографія (використовуються також терміни акустична міографія, звукова міографія, механічна міографія). Звуки, що генеруються при скороченні м'язів, мають частотний діапазон від 5 до 50 Гц. Значна частина інформації зосереджена в інфразвуковому діапазоні, що вимагає спеціальних методів реєстрації та обробки звукових сигналів. Аналіз м'язових звуків дає важливу інформацію для діагностики різних функцій, включаючи чутливість м'язів після фізичних вправ, зневоднення, підвищену гідрофільність, споживання кисню. Велика кількість наукових публікацій стосовно медичного використання фономіографії наведено в оглядовій роботі.

## Терапевтичне використання звуку
Звуки чутного діапазону частот використовуються для здійснення вібраційного масажу органів дихання людини. Розроблено спеціальний прилад, який дозволяє для кожного пацієнта індивідуально підібрати режим випромінювання звуку на вході в дихальну систему в діапазоні частот від 20 до 200 Гц. Вібромасаж дозволяє підвищити ефективність процедури очищення легень від пилу.
Сучасна медицина накопичила досить значний досвід в використанні такого специфічного методу терапевтичного використання звуку, як музикотерапія. Характерний приклад використання музикотерапії при лікуванні хворих дітей на фоні приймання медичних препаратів при лікуванні хворих дітей::"…всім дітям залежно від характеру психоемоційних змін проводилися сеанси музикотерапії — прослуховування фрагментів класичних музичних композицій: «Світло місяця» Дебюссі, «Серенада» Шуберта, творів Моцарта, Ліста, Шумана, Чайковського — по 0,5-1 годині 2-3 рази на тиждень курсом на 10-15 днів". При певних умовах, однак, музика може грати роль фактора, що спричинює серйозні віброакустичні захворювання. Серед можливих пацієнтів з такими захворюваннями, перш за все, вказують на лиск-жокеїв нічних клубів. Однак загроза захворювання існує і для інших музикантів, що працюють при високих рівнях звукового навантаження.
Див. також Ударно-хвильова терапія

### Терапевтичне використання ультразвуку
Можливості терапевтичного використання ультразвуку було відкрито в спостереженнях за використанням акустичних сонарів для пошуку підводних човнів під час другої Світової Війни. Було встановлено, що в полі інтенсивного ультразвуку нагріваються риби і, навіть, ультразвук може їх вбивати. Саме тому одне з перших терапевтичних застосувань ультразвуку було пов'язане з використанням можливості глибинного прогрівання живих тканин за рахунок поглинання ними енергії ультразвуку. При цьому використовувався ультразвук з частотою близько 3 МГц та випромінюваною енергією 20 Вт.
Приклад використання ультразвуку для прискорення заживлення ран наведено в. Спостереження велося за травмованими вухами кроля, одне з яких було контрольним, а інше опромінювалося ультразвуком з різними режимами, але при збереженні загальної середньої почасу інтенсивності. Використано три режими. Два із використаних режимів з інтенсивностями 0.5 та 0.1 Вт на квадратний сантиметр чітко вказали на зростання швидкості загоєння травми. Режим з використання відносно інтенсивного ультразвуку з інтенсивністю 8 Вт на сантиметр квадратний призвів до збільшення травми в часі.
Терапевтичне використання ультразвуку є напрямком сучасної практичної медицини, який швидко розвивається. Під егідою Міжнародного товариства терапевтичного ультразвуку та фонду сфокусованого ультразвуку почали видавати електронний журнал з вільним доступом Journal of Therapeutic Ultrasound.
Один із напрямків ультразвукової терапії базується на використанні високоінтенсивного сфокусованого ультразвуку. Відповідними технічними засобами в малому об'ємі тіла створюється ультразвукове збудження з енергією від 1 000 до 10 000 Вт/см2 (порівняно з енергією порядку 0,1 Вт/см2 у діагностичних ультразвукових процедурах). В області такого високоенергетичного збудження температура дуже швидко перевищує 50 °C. Під дією ультразвуку протягом декількох секунд в опроміненій тканині гинуть клітини в об'ємі близько 0,5 мл без суттєвого пошкодження навколишніх клітин. Така складна технологія може бути використана в багатьох випадках..
Значні досягнення в технології генерації високочастотного ультразвуку, точності «прицілювання» сфокусованого ультразвуку значно значно підвищили інтерес медиків до його використання в клінічній практиці. Можливість здійснення локального перегріву тканини в чітко визначених межах дозволяє застосовувати високоінтенсивний ультразвук для руйнування твердих злоякісних пухлин на різних органах, включаючи підшлункову залозу, простату, молочну залозу та ін. У порівнянні зі звичайними методами лікування ракових захворювань використання інфразвуку забезпечує неінвазивність, відсутність радіаційного випромінювання та зменшення числа ускладнень після лікування. Автори цієї роботи вказують на більш ніж 100 000 успішних випадків використання інтенсивного ультразвуку в онкологічній практиці по всьому світу. Висловлюється впевненість, що в майбутньому високоінтенсивний сфокусований ультразвук буде відігравати значну роль в практичній онкології.
Останнім часом значну увагу приділяють дослідженням можливостей використання інтенсивного сфокусованого ультразвуку, як методу специфічної хірургії. Інтенсивно ведуться дослідження можливостей використання ультразвуку в частотному діапазоні від 650 до 710 КГц в хірургії мозку без розкриття черепу. Для подолання складних проблем фокусування ультразвуку та передачі енергії в середину мозку використовують фазовані решітки випромінювачів з декількома сотнями елементів. Наведення на ціль здійснюється з допомогою магнітно-резонансного томографа при низькому рівні інтенсивності ультразвуку.
Ключовим фактором у лікуванні різних неврологічних захворювань є можливість безпечного подолання гематоенцефалічного бар'єру. У нормальних умовах цей бар'єр блокує проникнення до тканин мозку речовин з масою більшою 400 атомних одиниць маси (а.о.м.). Це утруднює лікування певних розладів мозкової діяльності. Одним із можливих способів подолання цього бар'єру є використання сфокусованого ультразвуку з введення мікробульбашок в кров пацієнта

## Вплив звуку та вібрацій на людину
Однією із характерних ознак змін в умовах життя та праці для сучасної людини є суттєве зростання вібраційного та звукового (шумового) забруднення життєвого простору. Якщо під впливом вібрацій людина знаходиться під час використання транспортних засобів або при виконанні певних технологічних операцій в виробничій діяльності, то під дією шумового впливу вона знаходиться практично цілодобово. Ситуація в навколишньому середовищі, заповненому дратуючими звуками, характеризується як шумове забруднення. При певних умовах навіть незначні за інтенсивністю звуки можуть викликати значний негативний ефект. Тут можна вказати на здатність одного комара в темній кімнаті позбавити людину сну.

### Вплив інфразвуку
При аналізі впливу звуку на людину слід розрізняти три суттєво різні ситуації. Перш за все, слід окремо розглядати питання про вплив інфразвуку. Специфіка його дії визначається тим, що людина не відчуває інфразвук своїм слуховим апаратом. Така ж ситуація має місце, коли мова йде про вивчення впливу ультразвуку. У цих двох випадках вплив звуку може виявлятися іншими органами відчуттів і ці відчуття можуть суб'єктивно не пов'язуватися з дією звуку. Дія звуків чутного діапазону чітко фіксується слуховим апаратом людини. У зв'язку з цим результати дії звуків чутного діапазону суттєво залежать від психологічного фактору, від настрою людини. Ця обставина суттєво утруднює формулювання об'єктивних висновків про вплив звуків чутного діапазону. Породжені впливом чутних звуків розлади в людському організмі визначаються як психосоматичні, або психофізіологічні і вивчаються такою галуззю медицини як психофізіологія..
Проблема оцінки впливу інфразвуку на здоров'я людини зараз виглядає дуже складною. Величезна кількість міркувань, квазіспострережень, науково подібних трактувань можливих механізмів впливу інфразвуку на людину створили атмосферу, в якій часто висловлюються і сприймаються частиною суспільства містичні твердження. Наведені твердження (як це часто робиться з посиланням на результати досліджень англійських вчених) про те, що поява привидів є результатом дії інфразвуку на психіку людини, багато разів повторюється в інших публікаціях. Взагалі різним аспектам проблеми біологічної дії інфразвуку присвячено величезну кількість робіт. В огляді згадуються 803 джерела, значна частина яких присвячена медичним аспектам.
Довгий список негативних наслідків дії інфразвуку (порушення сну, роздратування, головний біль, запаморочення, нудота, тахікардія тощо) наведено в. Практично такий же перелік наслідків наведено і в українському виданні.
Різке зростання інтересу до проблеми інфразвуку стимулювалося публікаціями французького дослідника Гавро в шестидесятих роках двадцятого століття. Саме з його робіт почалося формування довгого переліку проявів негативного впливу інфразвуку на людину. З того часу було виконано величезну кількість досліджень в цій царині науки і ситуація почала поступово змінюватися. Перш за все серйозні критичні зауваження були висловлені на адресу узагальнень Гавро, який використовував спостереження не в інфразвуковому діапазоні, а діапазоні, що включав низькочастотні чутні складові звуків. Саме такі діапазони частот (1-100 Гц) вказано і в цитованих джерелах по гігієні праці. Крім того в цих джерелах мова йде про надзвичайно високу інтенсивність звуку (150—160 дБ), при якій елементи слухового апарату людини просто фізично руйнуються. З сучасними уявленнями про вплив інфразвуку можна познайомитися в оглядовій статті. Механізми низькочастотного стимулювання внутрішнього вуха та фізіологічний відгук вуха на низькочастотні стимули детально розглянуто в У цьому огляді окремо виділено проблему визначення впливу на людину звуків, що генеруються вітровими електричними станціями. У зв'язку зі зростанням кількості і потужності таких станцій ця проблема стає дедалі актуальнішою. У сучасній літературі все частіше використовується термін «синдром вітрових турбін» для характеристики впливу на людину факторів, що породжуються вітровими станціями. Об'єктивні медико-фізичні дослідження частково усували страхи відносно катастрофічних наслідків тривалого перебування людини в зоні дії генерованих звуків, але водночас вказували на необхідність додаткових досліджень у цій області Отримані сучасні експериментальні дослідження підтвердили відсутність відмінностей у поведінці контрольної групи та групи, що піддавалася опромінюванню інфразвуком.
Основним недоліком багатьох публікацій стосовно інфразвуку є те, що звертають увагу лише на частоту, не даючи інформацію про інтенсивність звуку та тривалість опромінення. Тому з'являються беззмістовні твердження типу: «Інфразвук з частотою 7 Гц смертельний»(http://www.centrmed.com/news/detail.php?ID=10483#.UtYYI_sXUX8 [Архівовано 16 січня 2014 у Wayback Machine.]).
Останнім часом з'являються публікації, що вказують на існування нелінійних механізмів, що зумовлюють ефекти більш швидкої втрати слуху при одночасній дії високоінтенсивних чутних звуків та інфразвуку

### Вплив звуків і шуму чутного діапазону
Навколишній шум з найдавніших часів сприймався як джерело серйозних проблем для людського здоров'я, спричинюючи порушення сну, роздратованість, стрес, втрату слуху тощо. Згідно з документами Всесвітньої організації охорони здоров'я (http://www.who.int/docstore/peh/noise/guidelines2.html [Архівовано 12 липня 2018 у Wayback Machine.]) до вказаного переліку слід додати кардіо проблеми, проблеми, пов'язані з погіршенням здатності виконувати певні операції і навіть стимулювання антисоціальної поведінки. За даними цієї організації на початок 2021 року більше 1,1 мільярда молодих людей наражаються на ризик втрати слуху через прослуховування музики на занадто високому, небезпечному для слуху рівні гучності[джерело?]. У зв'язку з тим, що в більшості випадків на організм людини здійснюється одночасна дія звуку (шуму) та вібрацій, негативні наслідки такої дії охоплюються терміном «віброакустичні захворювання». Розвиток техніки, урбанізація, інтенсифікація технологічних процесів та багато інших факторів формують таке середовище існування для людини, в якому вона знаходиться під постійною дією звуків та вібрацій. У зв'язку з цим сформувалося поняття шумового забруднення, як важливого екологічного фактора.
Систематизація даних про вплив шуму та вібрацій на організм людини здійснюється з розумінням того, що прояви цього впливу суттєво залежать від джерел збурення, частотного діапазону, загального стану здоров'я пацієнта, від його емоційного стану та від індивідуальних особливостей організму. Перелік ефектів дії шуму та вібрацій, що наводяться в різних джерелах, досить довгий і самі ефекти часто по різному оцінюються різними авторами. Тому особливе значення для формування наукового розуміння дії шуму та вібрацій має доведення незаперечного зв'язку між дією та наслідком.  Розглядаються такі прояви впливу шуму на людину:
- Роздратування. Всесвітньою організацією охорони здоров'я цей ефект визначено як важливий. На роздратування під дією шуму найбільш часто скаржаться люди. Складність його вивчення зумовлена тим, що акустичні фактори лиш частково визначають його ступінь. Такі неакустичні фактори як попередній досвід, здатність до самоконтролю, очікування негативного впливу, чутливість до шуму, злість.
- Серцево-судинні розлади.
- Стрес.
- Розлад сну.
- Психологічне здоров'я.
- Проблеми розумового розвитку.

Перебування на виробництві та в побуті в умовах підвищеного рівня шуму може призводити до послаблення та втрати слуху. В різних країнах існують медичні нормативи для визначення допустимих рівнів шуму в виробничих умовах. В повсякденному житті можна керуватися правилом:°якщо вам потрібно підвищувати голос під час розмови з людиною, що знаходиться на відстані витянутої руки, то рівень навколишнього шуму перевищує 85 дБ і вам слід або залишити таке місце, або одягти захисні засоби на вуха°.

### Вплив ультразвуку
Ультразвук низької інтенсивності, що використовується в діагностичних процедурах вважається зараз нешкідливим для людського організму. Однак, навіть при загальному сприйняті такого твердження, існують рекомендації по обмеженню кількості ультразвукового обстеження вагітних жінок. Тривала дія високоінтенсивного ультразвуку є шкідливою для людського організму.
При аналізі впливу ультразвуку на живі тканини виділяють наступні ефекти:
- Механічна дія ультразвуку. При незначній інтенсивності ультразвуку має місце певний механічний масаж тканини. Ультразвук високої інтенсивності (на рівні 1000 Вт на квадратний сантиметр) може викликати руйнування тканин. Такий рівень інтенсивності ультразвуку досягається з використанням ефектів концентрації хвильової енергії і застосовується в процедурі літотрипсії. У рамках такої процедури здійснюється руйнування каменів у нирках та сечових шляхах. На початку 90-их років 20 століття техніка використання ударних хвиль була перенесена в інші галузі медицини, такі як гастроентерологія та ортопедія. Були розроблені процедури, що одержали назву ударно-хвильова терапія[44].
- Тепловий ефект ультразвуку. За рахунок поглинання енергії хвиль може підвищуватися температура тканин. Підвищення інтенсивності може призводити до перевищення порогу безпечного нагріву та руйнуванню живих тканин.
- Хімічний ефект. Опромінення ультразвуком може приводити до інтенсифікації хімічних реакцій, до руйнування полімерних молекул, прискорення дифузійних процесів.
- Ефект кавітації. При певній інтенсивності ультразвуку в рідині утворюються газові (парові) бульбашки. Їх захлопування викликає значне локальне підвищення тиску і температури, що небезпечно для живих тканин.

### Впливвібрацій
Питання про вплив вібрацій багатопланове. Тривале перебування людини в умовах, коли тіло в цілому, або його окремі частини знаходяться під впливом вібрацій може зумовити появу симптомів, які об'єднуються загальною назвою вібраційна хвороба. Перш за все слід відзначити вплив вібрацій на руки людей, що працюють з вібраційними інструментами. Спричинене вібраційним впливом побіління пальців є найбільш поширеним синдромом серед цієї категорії працівників. Інтенсивні вібрації можуть викликати зміни в сухожиллях, м'язах, кістках та з'єднувальних тканинах і можуть впливати на нервову систему.
Досить значна кількість синдромів може проявлятися після тривалої дії вібрації на організм людини в цілому. Найбільш відомим синдромом є так звана морська хвороба. Вона виникає при тривалій дії вібрацій в діапазоні частот від 0.1 до 0.6 Гц. Негативний вплив низькочастотних вібрацій виникає не лише в пасажирів морських лайнерів. Морською хворобою часто страждають пасажири автомобілів, літаків. На прояви та характер протікання морської хвороби значний вплив мають навколишні фактори (температура, запахи, свіжість повітря) та психологічний стан пацієнта.
Як це часто буває при діагностиці захворювань та їх лікуванні слід враховувати нелінійний ефект взаємодії різних факторів. Чутливість організму до вібраційних та звукових подразнень може суттєво залежати від періоду року, часу доби, настрою тощо. Так само перебіг багатьох захворювань може ускладнюватися накладанням вібраційних та акустичних впливів. 

### Психологічний акустичний ефект— тинітус
Традиційно тинітус визначають як явище виникнення слухових відчуттів у людини за відсутності будь-яких зовнішніх джерел звуку. Результати досліджень багатьох дослідницьких груп вказують на доцільність виділяти два типи проявів цього явища — об'єктивний і суб'єктивний тинітус. для суб'єктивного тинітуса дійсно спостерігається повна відсутність зовнішніх збудників слухової системи і це явище є результатом збудження нервової системи. Об'єктивний тинітус є результатом передачі до слухової системи людини звуків, що генеруються в людському тілі. Вважається, що тинітус не є хворобою, а симптомом, що може бути наслідком різних захворювань: «хоча тинітус є звуковим симптомом, хвороби, пов'язані з ним розподілені по всьому медичному полю. Це, звичайно, визначає ЯКЩО і ЯК будуть лікуватися пацієнти з тинітусом»

### Книги
- Боєчко В.Ф., Огороднік А.Д., Калюш О.В., Кримова Т.О., Григоришин П.М., Зав’янський Л.Ю., Микитюк О.Ю. (1995). Деякі теоретичні аспекти медичної і біологічної фізики. Чернівці: Чернівецький медінститут. с. 278.
- Li, Jinlei; Ming-Der Chow, Robert; Vadivelu, Nalini; Kaye, Alan David (2021). Ultrasound fundamentals : an evidence-based guide for medical practitioners. Cham: Springer. ISBN 978-3-030-46839-2.
- D. Rossing (Ed.) (2007). Springer Handbook of Acoustics. Springer. (англ.)
- Прикладна акустика в медицині: [Навч. посіб. для студ. вищ. навч. закл.] / Я. І. Лепіх ; Одес. нац. ун-т ім. І. І. Мечникова. — Одеса: Астропринт, 2005. — 206 с. : іл., табл. — ISBN 966-318-451-5
- Рыбакова М. К.,Алехин М. Н.,Митьков В. В. Практическое руководство по ультразвуковой диагностике. Эхокардиография. Изд-во «Видор», Москва, 2008, 512 с., ISBN 978-5-88429-100-3. (рос.)
- Физика визуализации изображений в медицине: в 2-х томах. Том 2. Глава 7. Ультразвуковая диагностика: Перевод с англ./Под ред. С. Уэбба. — М.: Мир, 1991. — С. 5 — 104.(С.?) (рос.)
- Широкополосные электроакустические тракты медицинских приборов: монография / В. С. Дидковский, С. А. Найда, А. В. Алексеенко ; Нац. техн. ун-т Украины «Киев. политехн. ин-т», Фак. электроники, Каф. акустики и акустоэлектроники. — К. : НТУУ «КПИ», 2014.. — 263 с. : рис., табл.. — (Библиотека акустика. Акустическая техника: собр. соч. : в 20 т. ; т. 15). — Бібліогр.: с.245-263. — 250 экз.. — ISBN 978-966-189-240-7
- Duck, Francis A.; Baker, Cornelius; Starritt, H. C. (1998). Ultrasound in medicine. ISBN 978-0-367-80247-9.

### Журнали
- Ultrasound in Medicine and Biology
- Journal of Ultrasound in Medicine
- Journal of Clinical Ultrasound
- Veterinary Radiology and Ultrasound
- Cardiovascular Ultrasound
- Ultrasound in Obstetrics and Gynecology
- Endoscopic Ultrasound
- Journal for Vascular Ultrasound
- Ultrasound Quarterly
- Ultrasound Journal
- Ultrasonography
- Ultrasound